# Pilatus P-4
Le Pilatus P4 est un avion de tourisme, construit en Suisse en 1948. Il fut présenté au Salon aéronautique de Grenchen.

## Conception
Il est doté d'une aile haute, comme les Cessna du même type à l'époque. C'est un monoplan monomoteur à aile haute haubanée à ossature en bois entoilée. Le fuselage est en tubes métalliques entoilés. Le pilote est placé en position centrale et la cabine est équipée d'une grande porte à double battants. Elle peut recevoir 4 passagers et 280 kg de bagages ou de fret. Les sièges peuvent être enlevés et le Pilatus P-4 se transforme en avion-cargo pouvant transporter 430 kg de courrier ou de marchandises..
Il était équipé à l'origine d'un moteur Lycoming GO-435 de 190 ch, qui fut remplacé peu après par un Lycoming GO-435-C2A de 240 ch. Il était doté d'une hélice à pas variable de marque Aeromatic. Le train d'atterrissage fixe était de type classique, avec roulette de queue. 
Les options prévues étaient les suivantes : atterrisseur à skis, flotteurs, civières pour le transport de deux blessés, trappe ventrale pour la photographie aérienne, réservoir dans la cabine pour l'épandage d'insecticide.

## Engagements
L'appareil fut exposé au XVIIIe Salon de l'aéronautique de Paris en 1949, sous la verrière du Grand Palais. Malheureusement l'activité grandissante de maintenance de Pilatus au profit des Troupes d'aviation suisses empêcha la fabrication en série du P-4. Le prototype continua toutefois à voler durant plusieurs années. Il servit à des évacuations sanitaires. Il fut endommagé sur un glacier des Alpes suisses au cours d'un sauvetage en montagne, ce qui mit un terme à sa carrière.